# Dubai Tennis Championships 2007
Il Dubai Tennis Championships 2007 è stato un torneo di tennis giocato sulla cemento. 
È stata la 15ª edizione del Dubai Tennis Championships, 
che fa parte della categoria International Series Gold nell'ambito dell'ATP Tour 2007, 
e della Tier II nell'ambito del WTA Tour 2007.
Sia il torneo maschile che quello femminile si sono giocati al Dubai Tennis Stadium di Dubai negli Emirati Arabi Uniti,
dal 26 febbraio al 4 marzo.

## Campioni

### Singolare maschile
Roger Federer ha battuto in finale  Michail Južnyj con il punteggio di 6–4, 6–2

### Singolare femminile
Justine Henin ha battuto in finale  Amélie Mauresmo con il punteggio di 6–4, 7–5

### Doppio maschile
Fabrice Santoro /  Nenad Zimonjić hanno battuto in finale  Mahesh Bhupathi /  Radek Štěpánek con il punteggio di 7–5, 6(3)–7, [10–7]

### Doppio femminile
Cara Black /  Liezel Huber hanno battuto in finale  Svetlana Kuznecova /  Alicia Molik con il punteggio di 7–6(5), 6–4